# Моше Цадок
Моше Лерер Цадок (івр. משה צדוק; 1 липня 1913 — 15 березня 1964) — бойовик Хагани, а згодом генерал-майор Збройних сил Ізраїлю, перший керівник Управління кадрів Генерального штабу збройних сил протягом 1947—1949 років, та командувач Південним та Північним військовими округами Ізраїлю на початку 1950 років. Після звільнення з збройних сил Цзадок став начальником управління внутрішніх справ та будівництва Міністерства оборони.